# Kinsella Peak
Der Kinsella Peak ist ein 1050 m hoher Berg im westantarktischen Queen Elizabeth Land. In der Neptune Range der Pensacola Mountains ragt er 8 km westlich des Mount Cowart an der Südseite des Gale Ridge auf.
Der United States Geological Survey kartierte ihn anhand eigener Vermessungen und Luftaufnahmen der United States Navy aus den Jahren von 1956 bis 1966. Das Advisory Committee on Antarctic Names benannte ihn 1968 nach William R. Kinsella, Flugzeugelektroniker auf der Ellsworth-Station im antarktischen Winter 1958.